# Kazuhiro Nakamura (MMA)
Pour les articles homonymes, voir Kazuhiro Nakamura.
Kazuhiro Nakamura (中村 和裕) est un combattant japonais de MMA de 93 kg, né le 21 février 1979 à Fukuyama dans la préfecture de Hiroshima, pratiquant le combat libre. Issu du Judo, il fait partie du Yoshida Dojo. 

## Palmarès MMA
17 combats dont: 11 victoires et 6 défaites (aucune égalité).
Victoires :
- 2 (T)KOs (18,18 %)
- 2 soumissions (18,18 %)
- 7 décision (63,64 %)

Défaites :
- 2 (T)KOs (33,33 %)
- 2 soumissions (33,33 %)
- 2 décisions (33,33 %)

| 17 combats: 11 victoires (2 (T)KO's, 2 soumissions, 7 décisions), 6 défaites (2 (T)KO's, 2 soumissions, 2 décisions). |          |                          |                                    |                                           |       |       |
| Date | Résultat | Adversaire               | Nom de l'évènement                 | Méthode                                   | Round | Temps |
| 31/12/2006 | Défaite  | Mauricio Rua             | PRIDE - Shockwave 2006             | Décision (Unanime)                        | 3     | 5:00  |
| 21/10/2006 | Victoire | Travis Galbraith         | PRIDE 32 - The Real Deal           | TKO (Strikes)                             | 2     | 1:16  |
| 10/09/2006 | Victoire | Yoshihiro Nakao          | PRIDE - Final Conflict Absolute    | Décision (Unanime)                        | 3     | 5:00  |
| 01/07/2006 | Victoire | Evangelista Santos       | PRIDE - Critical Coutdown Absolute | Soumission (Clé d'épaule type Keylock)    | 1     | 4:49  |
| 26/02/2006 | Défaite  | Josh Barnett             | PRIDE 31 - Dreamers                | Soumission (Etranglement sanguin arrière) | 1     | 8:10  |
| 31/12/2005 | Victoire | Yuki Kondo               | PRIDE - Shockwave 2005             | Décision (Unanime)                        | 3     | 5:00  |
| 28/08/2005 | Victoire | Igor Vovchanchyn         | PRIDE - Final Conflict 2005        | Décision (Unanime)                        | 2     | 5:00  |
| 26/06/2005 | Défaite  | Wanderlei Silva          | PRIDE - Critical Countdown 2005    | TKO (Strikes)                             | 1     | 5:24  |
| 23/04/2005 | Victoire | Kevin Randleman          | PRIDE - Total Elimination 2005     | Décision (Unanime)                        | 3     | 5:00  |
| 20/02/2005 | Victoire | Stefan Leko              | PRIDE 29 - Fists Of Fire           | TKO (Strikes)                             | 1     | 0:54  |
| 31/10/2004 | Défaite  | Dan Henderson            | PRIDE 28 - High Octane             | TKO (Blessure)                            | 1     | 1:15  |
| 15/08/2004 | Victoire | Murilo Bustamante        | PRIDE - Final Conflict 2004        | Décision (Unanime)                        | 3     | 5:00  |
| 19/07/2004 | Défaite  | Antonio Rogerio Nogueira | PRIDE - Bushido 4                  | Décision (Partagée)                       | 2     | 5:00  |
| 23/05/2004 | Victoire | Chalid Arrab             | PRIDE - Bushido 3                  | Soumission (Clé de bras)                  | 1     | 4:45  |
| 01/02/2004 | Victoire | Dos Caras, Jr.           | PRIDE 27 - Inferno                 | Décision (Unanime)                        | 3     | 5:00  |
| 05/10/2003 | Victoire | Daniel Gracie            | PRIDE - Bushido 1                  | Décision (Unanime)                        | 2     | 5:00  |
| 16/03/2003 | Défaite  | Antonio Rogerio Nogueira | PRIDE 25 - Body Blow               | Soumission (Clé de bras)                  | 2     | 3:49  |